# Cerkiew Świętych Kosmy i Damiana w Rybołach
Cerkiew Świętych Kosmy i Damiana – prawosławna cerkiew w Rybołach, główna świątynia parafii pod tym samym wezwaniem, należącej do dekanatu Bielsk Podlaski diecezji warszawsko-bielskiej.

## Historia

### Najstarsza cerkiew
Według Grzegorza Sosny najstarsza świątynia prawosławna w Rybołach istniała jeszcze w średniowieczu. Z pewnością budynek powstał przed unią brzeską (w 1556 otrzymał królewskie nadanie), i początkowo nosił jedynie wezwanie Złożenia Szat Matki Bożej, z czasem przyjmując dodatkowo drugie wezwanie Świętych Kosmy i Damiana. Od XVII w. cerkiew była ośrodkiem kultu ikony Matki Bożej (nazwanej następnie Rybołowską). Najstarsze opisy tej świątyni pochodzą z XVIII w., gdy była to już cerkiew unicka. Z uwagi na zły stan techniczny budowlę tę rozebrano między 1791 a 1793.

### Druga cerkiew w Rybołach
Drugą cerkiew w Rybołach wzniesiono na potrzeby miejscowej parafii unickiej z inicjatywy jej proboszcza ks. Józefa Krassowskiego. W 1792 Matuszewic, komisarz białostockich dóbr Branickich, poinformował o opracowaniu planu nowej świątyni przez architekta Zscherniga. W tym samym roku przystąpiono do prac budowlanych, które do 1795 ukończono. Koszt budowy cerkwi w całości pokryła parafia.
Rybołowska świątynia była budowlą drewnianą, jednokopułową, z ośmioma oknami, na podmurówce ceglanej i krytą dachówką z podrzutką wapienną. Wzniesiono ją na typowym dla ówczesnej podlaskiej architektury unickiej planie ośmioboku (analogiczny typ budownictwa reprezentowały cerkwie w Szczytach-Dzięciołowie, Bielsku Podlaskim i Orli), oryginalnym rozwiązaniem natomiast było wzniesienie nad wejściem wysokiej wieży. Dzwonnica cerkiewna była budowlą wolno stojącą i znajdowała się w sąsiedztwie budynku. Wyposażenie cerkwi pochodziło ze starszej świątyni, do nowego obiektu sakralnego przeniesiono także uważaną za cudowną ikonę Matki Bożej zasłanianą drugą ikoną Świętych Kosmy i Damiana. Wizerunek ten pochodził z XVII w. i nie jest możliwe ustalenie, w jakich okolicznościach znalazł się w cerkwi w Rybołach.
W ówczesnej architekturze unickich cerkwi na Podlasiu bardzo silne były tendencje latynizacyjne. Uwidaczniały się one także w przypadku cerkwi rybołowskiej. Nie było w niej ikonostasu ani nawet samych carskich wrót, a najpóźniej w 1811 wstawiono do świątyni monstrancję. Siedem lat później w protokole wizytacji cerkwi zapisano, iż budynek wymagał remontu. Zalecono oszalowanie ścian i uzupełnienie dachówek. Renowacji jednak nie przeprowadzono i w 1822 w kolejnym protokole ponownie stwierdzono, że budowla była w złym stanie. W tym samym roku proboszczem miejscowej parafii został Lew Markiewicz. Duchowny ten początkowo był zwolennikiem latynizacji Kościoła unickiego i umacniał w parafii unicką tożsamość. Na początku lat 30. XIX w. zmienił jednak swoje stanowisko i stał się propagatorem usuwania z liturgii elementów pochodzenia łacińskiego, by ostatecznie doprowadzić parafię do przejścia do Rosyjskiego Kościoła Prawosławnego.
W 1822 w cerkwi znajdował się ołtarz, swoją formą zbliżony do ołtarzy łacińskich, w którym znajdowała się ikona Matki Bożej, a nad nią obraz Matki Boskiej Bolesnej. Na wyposażeniu budynku pozostawały również inne zlatynizowane elementy: zestaw dzwonków, ambona, ołtarze boczne i organy. Cerkiew posiadała także mszał łaciński. W 1834 cerkiew w Rybołach uznano za jedną z najbogatszych świątyń unickich w obwodzie białostockim.
Pod kierunkiem ks. Markiewicza we wnętrzu cerkwi w Rybołach dokonano znaczących przekształceń. W 1835 w świątyni znajdowała się już konstrukcja ikonostasu bez ikon. Cerkiew w Rybołach była pierwszą świątynią unicką w regionie, do której w latach 30. XIX wieku wstawiono ikonostas. W tym samym roku, według opisu ks. Markiewicza, w cerkwi był również stół ołtarzowy i stół ofiarny (żertwiennik). Ikony w ikonostasie napisał w 1837 Fiodor Michnow, który pracował również w cerkwiach w Puchłach, Rajsku, Fastach oraz Topilcu. W tym samym roku usunięto z budynku organy.
Jedenaście lat później przystąpiono do sugerowanego od dawna remontu budynku. Kapitalny remont trwał przez dwa lata. W końcu lat 40. XIX w. do rybołowskiej cerkwi uczęszczało 2300 parafian.

### Murowana cerkiew w Rybołach

#### Funkcjonowanie cerkwi w Imperium Rosyjskim

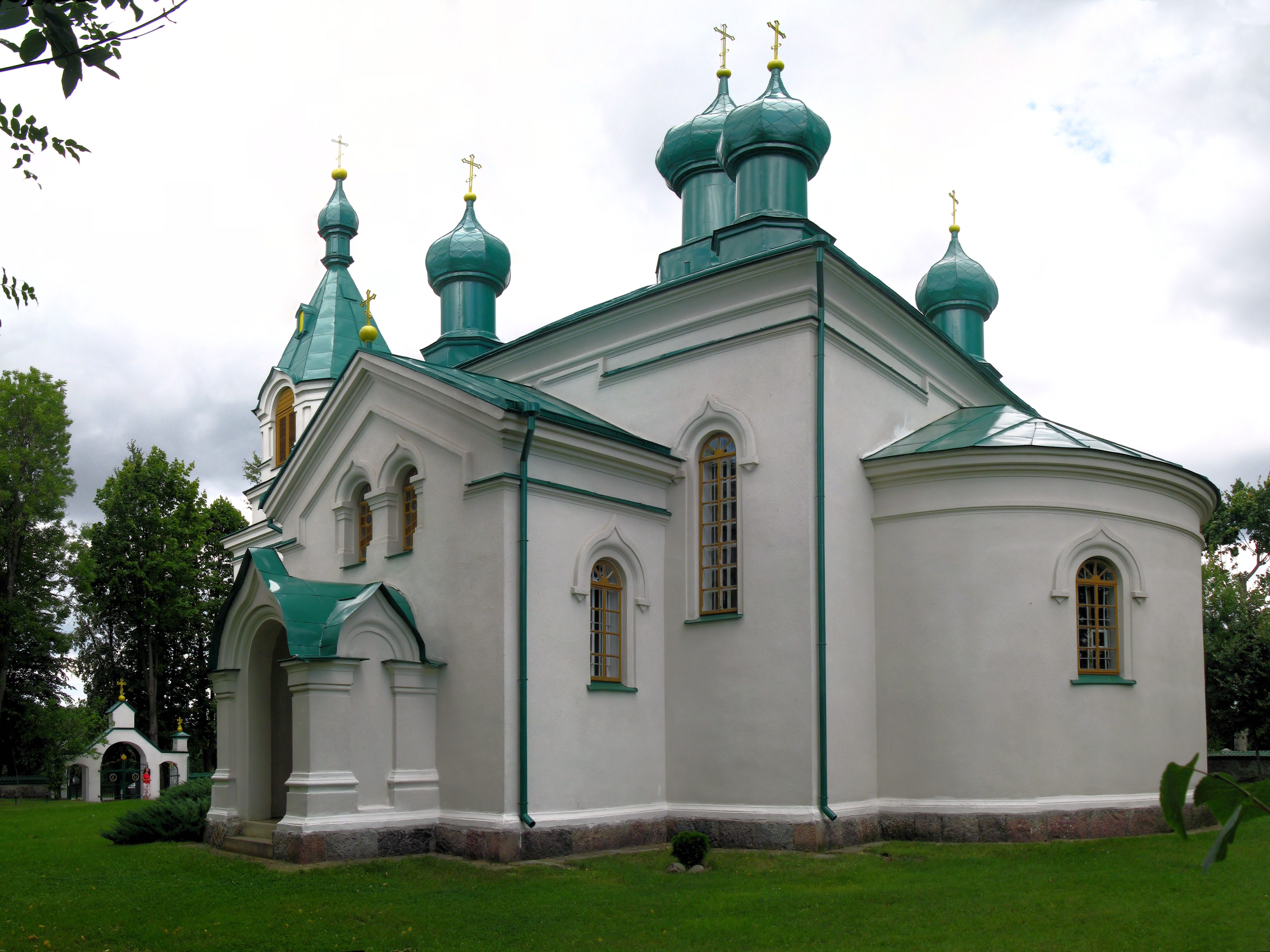
Widok ogólny cerkwi

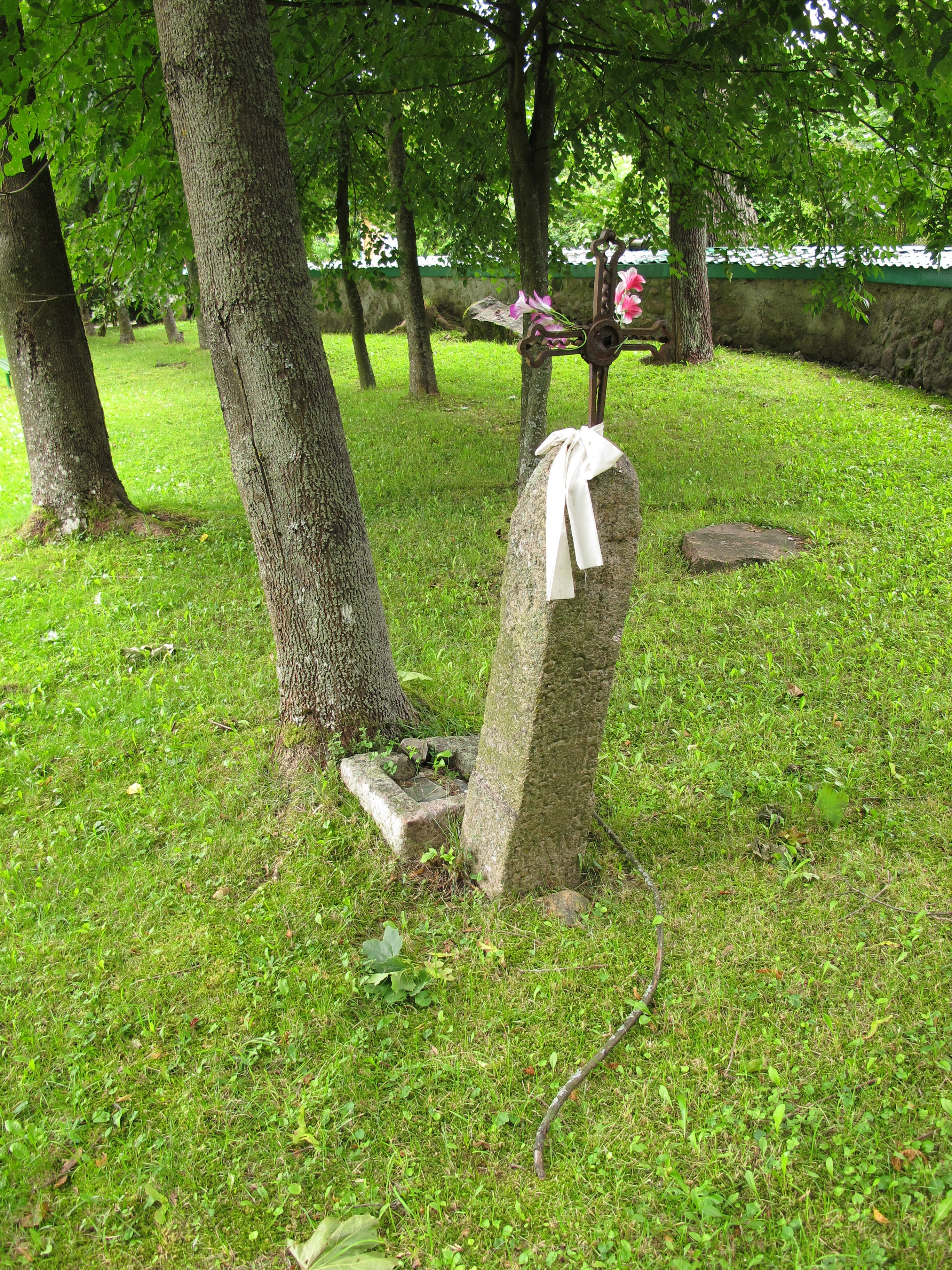
Zabytkowy nagrobek na terenie cerkiewnym

Na początku lat 70. XIX w. rada parafialna oraz proboszcz ks. Głowacki postanowili rozebrać osiemnastowieczną cerkiew i na jej miejsce wznieść świątynię murowaną. Środki na ten cel w kwocie 15 188 rubli i 80 kopiejek parafia otrzymała od Skarbu Państwa. Również miejscowi parafianie przekazywali dary na budowę obiektu i pracowali w cegielni, gdzie wyrabiano materiał budowlany na potrzeby inwestycji. Plan cerkwi opracował Borysław Rudkowski, opierając się na dokumentacji identycznej cerkwi w Nowoberezowie. Robotami budowlanymi kierował Gordiej Aleksiejew, nadzór techniczny sprawował inż. Łoziński. Prace nad wznoszeniem świątyni trwały od 1873 do 1877, zaś drewno z rozebranej budowli sakralnej wykorzystano do budowy cmentarnej cerkwi św. Jerzego. W 1878 Gordiej Aleksiejew przeprowadził prace wykończeniowe oraz usunął pewne usterki z konstrukcji ikonostasu. Budowlę konsekrował 22 maja 1879, w święto Zstąpienia Ducha Świętego, archimandryta Innocenty, przełożony monasteru Zwiastowania i św. Jana Teologa w Supraślu.
W 1886 cerkiew wizytował biskup brzeski Anastazy. Jego przybycie skłoniło parafian do dalszych prac nad upiększeniem świątyni. W 1890 przeprowadzono remont całego obiektu, a w jego trakcie i w latach następnych miejscowi wierni fundowali i przekazywali różne elementy wyposażenia: lampadę, ikony procesyjne, chorągwie, płaszczanicę, szaty liturgiczne, dwa panikadiła. Parafianie przekazywali również dary pieniężne. Ponadto w 1888 do cerkwi przekazano lampadę, co miało upamiętnić ocalenie rodziny carskiej z katastrofy kolejowej w Borkach. W 1897 ikonę Matki Bożej ozdobiono srebrną koszulką i wstawiono ją do kiotu.
Dalsze elementy wyposażenia trafiły do świątyni po 1910. Wstawiono do niej wówczas wizerunki św. Pantelejmona i św. Mikołaja oraz kolejne panikadiło. Ludowy malarz Eliasz Andrejuk napisał dla cerkwi ikonę Świętych Piotra i Pawła. W cerkwi znajdowały się również dwa dzwony o wadze 50 i 15 pudów. Znaczną wartość posiadały komplet naczyń liturgicznych, szat kapłańskich oraz srebrny krzyż. Większość tych przedmiotów, wywieziona z cerkwi w 1915 w związku z bieżeństwem, zaginęła, a starania parafii o ich odnalezienie nie dały rezultatów. Te utensylia (niektóre szaty, ikony z koszulkami, chorągwie procesyjne, cztery małe dzwony), które postanowiono ukryć na miejscu, zakopano na miejscowym cmentarzu prawosławnym oraz na działce cerkiewnej. Odnaleziono je w 1923, jednak nie wszystkie nadawały się do dalszego użytkowania.

#### 1918–1945
W latach I wojny światowej w cerkwi nabożeństwa się nie odbywały. Po powrocie prawosławnej ludności na Podlasie świątynię otwarto ponownie. W 1924 w opisie cerkwi stwierdzono, że nie było w niej żadnego wyposażenia, natomiast rok później, że wyposażenie to było wystarczające. Może to wynikać z faktu odnalezienia niektórych ukrytych przed bieżeństwem przedmiotów. Parafianie nie byli w stanie uzupełnić wszystkich braków w wyposażeniu świątyni, w 1924 przeprowadzili natomiast kapitalny remont budowli. Uzupełnianie wyposażenia cerkiewnego miało miejsce na przełomie lat 20. i 30. XX wieku. M.in. w 1930 parafia zakupiła w ławrze Poczajowskiej kopię Poczajowskiej Ikony Matki Bożej, a następnie dużą ikonę do pomieszczenia ołtarzowego. W roku następnym miejscowi wierni kupili u przemyskiego rzeźbiarza Borysa Polija-Niejełowa Golgotę, zaś w latach 1932 i 1934 do budynku wstawiono dwa krzyże, zakupiono przez matuszkę Ludmiłę Krukowską oraz Grzegorza Laszewskiego z Wojszek. W latach 30. XX wieku wymieniono pokrycie dachowe, zaś w latach 1938–1939 odmalowano cały budynek. 
W czasie II wojny światowej cerkiew nie poniosła większych strat. Pozostawała czynna, parafianie mogli również przeprowadzać konieczne bieżące remonty.

#### Po 1945
W 1950 parafianie ufundowali dla świątyni nowy dzwon o wadze 662 kg, z cerkiewnosłowiańskim napisem Błagowiestwuj ziemle radost' wieliju. Chwalitie niebiesa jeju sławu. Kołokoł siej pożertwowan w Rybołowskuju cerkow jeja prichożanami 1950 g. (Zwiastuj ziemi wielką radość. Wychwalajcie, niebiosa, jej chwałę. Dzwon ten ofiarowali cerkwi w Rybołach jej parafianie w 1950 r.). W dzwonie tym znalazło się serce zaginionego dzwonu „Julian” przechowywanego w świątyni przed bieżeństwem, jedyna jego część odzyskana przez parafię po 1918. Nadal używane są również cztery mniejsze, XIX-wieczne dzwony. Wyposażenie świątyni było wzbogacane również w kolejnych dziesięcioleciach. W 1991 pozłocono ikonostas, zaś w 1997 przemalowano całą budowlę.
W 1979 ikona Matki Bożej została poddana zabiegom konserwatorskim. W 1999 zabiegom takim poddano także ikonę Świętych Kosmy i Damiana.
Cerkiew (wraz z bramą i ogrodzeniem) wpisano do rejestru zabytków 30 grudnia 1987 pod nr A-508.

## Architektura

### Wystrój wnętrza

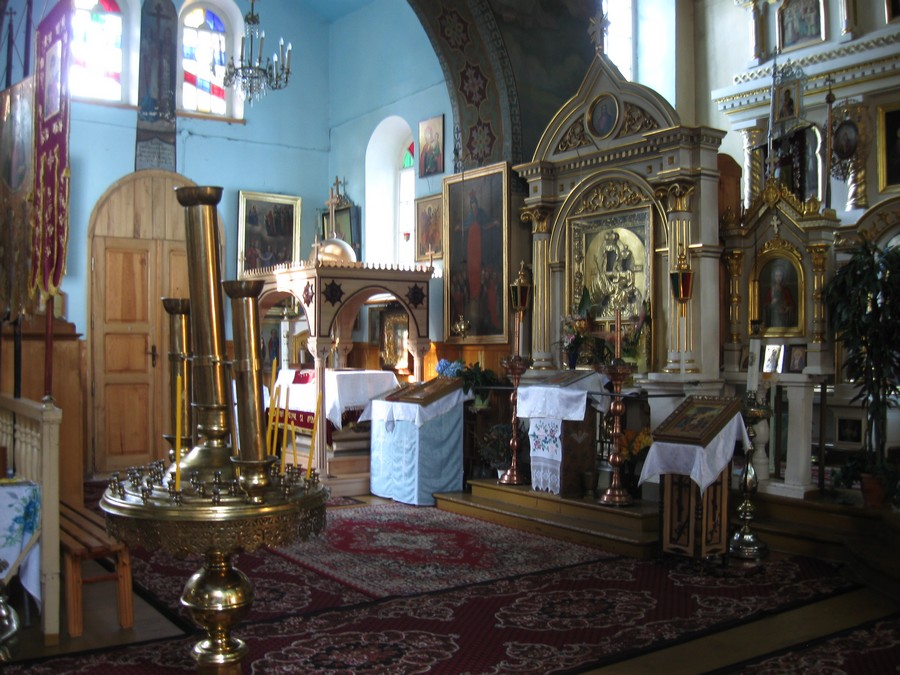
Wnętrze cerkwi z Rybołowską Ikoną Matki Bożej

W cerkwi znajduje się trzyrzędowy ikonostas z usytuowaną między drugim a trzecim rzędem kopią Poczajowskiej Ikony Matki Bożej. Przed nim w kiotach wystawione są ikony patronalna oraz XVII-wieczna Rybołowska Ikona Matki Bożej, odrestaurowana w 1980. Kolejne wizerunki świętych zawieszone są na ścianach świątyni.
Freski w świątyni wykonał w latach 1944–1946 białostocki malarz Włodzimierz Wasilewicz. W ołtarzu wykonał on wyobrażenie Zmartwychwstania Pańskiego, nad ikonostasem postać Chrystusa niosącego krzyż, zaś nad drzwiami wiodącymi z przedsionka do nawy – Wjazd Pański do Jerozolimy. Na ścianach nawy głównej znajdują się namalowane przez tego samego autora postacie Ewangelistów. Między postaciami i scenami umieszczono dekoracyjne ornamenty.